# Gillett (Arkansas)
Pour les articles homonymes, voir Gillett.
La ville américaine de Gillett est située dans le comté d'Arkansas, dans l’État de l’Arkansas.

## Urbanisme

### Voies de communication et transports

#### Transports publics

##### Transport ferroviaire
Le Stuttgart and Arkansas River Railroad (S&AR) fut créé le 21 novembre 1888 afin de relier Stuttgart (sur la ligne principale du Cotton Belt) à Gillett (au nord de Pine Bluff), distants de 57 km. Le 3 janvier 1901, il finit par être vendu au Cotton Belt afin de satisfaire les réclamations des créditeurs.

## Toponymie
La ville est fondée en 1888 et a tout d'abord commencé à exister sous le nom de Leslie Center, colonisée en grande partie par des Allemands. Les habitants sont amenés à choisir le nom de Gillett en l'honneur de Francis M. Gillett, le financier qui a supervisé l'achèvement du chemin de fer menant à la ville en 1895.

## Population et société

### Démographie
Lors du recensement de 2010, sa population s’élevait à 691 habitants.
| 1910 | 1920  | 1930 | 1940 | 1950 | 1960 |
| ---- | ----- | ---- | ---- | ---- | ---- |
| 256  | 1 155 | 870  | 781  | 774  | 874  |

| 1970 | 1980 | 1990 | 2000 | 2010 | 2020 |
| ---- | ---- | ---- | ---- | ---- | ---- |
| 860  | 927  | 883  | 819  | 691  | 564  |

## Culture locale et patrimoine

### Lieux et monuments

#### Poste Arkansas
Le poste Arkansas fut un fort français fondé en 1686 par Henri de Tonti. Aujourd'hui, c'est un Mémorial national américain. Inscrit au Registre national des lieux historiques depuis le 15 octobre 1966, il est géré par le National Park Service.

### Patrimoine gastronomique
Chaque année, est organisé le Gillett Coon Supper, événement durant lequel on déguste du raton laveur accompagné de riz et de patates douces. C'est un événement politique important,.